# Qian Chenghai
Pour les articles homonymes, voir Qian.
Dans ce nom, le nom de famille, Qian, précède le nom personnel.
Qian Chenghai, (en chinois : 钱澄海, né en 1934 et décédé le 24 avril 2008) est un ancien joueur et entraîneur chinois de basket-ball. Il évolue durant sa carrière au poste de meneur.